# Agilità

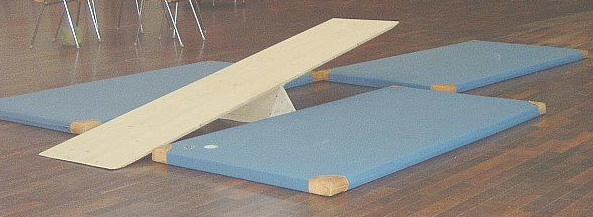
Materiali per esercitare l'agilità dell'equilibrio per i bambini

Nelle scienze motorie, l'agilità o scioltezza è la capacità di cambiare in modo efficiente la posizione del corpo, e richiede l'integrazione di capacità motorie isolate, utilizzando una combinazione di equilibrio, coordinazione, velocità, riflessi, forza e resistenza. L'agilità è la possibilità di cambiare la direzione del corpo in modo efficiente ed efficace e per raggiungere questo scopo richiede una combinazione di:
- bilanciamento - la capacità di mantenere l'equilibrio da fermo o in movimento (cioè per non cadere) attraverso l'azione coordinata delle nostre funzioni sensoriali (occhi, orecchie e gli organi propriocettivi nelle nostre articolazioni);
- equilibrio statico - la capacità di mantenere il baricentro sopra la base di appoggio in una posizione stazionaria;
- equilibrio dinamico - la capacità di mantenere il bilanciamento con il movimento del corpo;
- velocità - la capacità di spostare tutto o parte del corpo rapidamente;
- forza - la capacità di un muscolo o gruppo muscolare di superare una resistenza; ed infine,
- coordinazione - la capacità di controllare il movimento del corpo in cooperazione con funzioni sensoriali del corpo (ad esempio, nell'afferrare una palla [palla, mano e coordinazione dell'occhio]).

## Sport
Nello sport, l'agilità è spesso definita in base a uno sport individuale, dovuta al fatto che è una integrazione di molti componenti, ciascuno utilizzato in modo diverso (specifica a tutti i tipi di sport diversi). Sheppard e Young (2006) definiscono l'agilità come un "movimento rapido di tutto il corpo con cambio di velocità o direzione in risposta ad uno stimolo".

## Giochi di ruolo
L'agilità è anche un attributo importante in molti giochi di ruolo, sia per i giochi per computer che quelli con penna e carta o giochi da tavolo come Dungeons & Dragons. L'agilità può influire sulla capacità della persona di eludere l'attacco di un nemico o atterrare da soli, muoversi più velocemente, attraversare un terreno irregolare, o impegnarsi in attività furtive, come scassinare o il borseggio.

## Psicologia
L'autrice Susan David ha introdotto in psicologia un concetto che lei definisce "agilità emotiva", definita come: "essere flessibile con i propri pensieri e sentimenti, in modo da poter rispondere in modo ottimale alle situazioni quotidiane".